# Falcuna
Falcuna is een geslacht van vlinders van de familie Lycaenidae.

## Soorten
- F. campimus (Holland, 1890)
- F. dorotheae Stempffer & Bennett, 1963
- F. gitte Bennett, 1969
- F. hollandi (Aurivillius, 1895)
- F. iturina Stempffer & Bennett, 1963
- F. kasai Stempffer & Bennett, 1963
- F. lacteata Stempffer & Bennett, 1963
- F. leonensis Stempffer & Bennett, 1963
- F. libyssa (Hewitson, 1866)
- F. lybia (Staudinger, 1892)
- F. margarita (Suffert, 1904)
- F. melandeta (Holland, 1893)
- F. orientalis (Bethune-Baker, 1906)
- F. overlaeti Stempffer & Bennett, 1963
- F. reducta Stempffer & Bennett, 1963
- F. semliki Stempffer & Bennett, 1963
- F. synesia (Hulstaert, 1924)